# Madeleine Lebeau
Marie Madeleine Berthe Lebeau (Antony, 10 de junio de 1923 – Estepona,  Málaga,1 de mayo de 2016) fue una actriz de cine francesa conocida artísticamente como Madeleine Lebeau. 

## Primeros años
Lebeau se casó con Marcel Dalio en 1939. Se conocieron mientras realizaban una obra juntos. En 1939 actuó en su primera película, el melodrama Jeunes filles en détresse. 
En junio de 1940, Lebeau y Dalio (quien era judío, nacido como Israel Moshe Blauschild) huyeron de París al frente del ejército invasor alemán Heer y llegaron a Lisboa.
Sin embargo, en el momento que su barco, el S. S. Quanza, se detuvo en México, quedaron varados, junto a otros 200 pasajeros aproximadamente, cuando las visas chilenas que habían adquirido resultaron ser falsificaciones.
Hizo su debut en Hollywood en 1941 en la película Si no amaneciera, en la cual Olivia de Havilland interpretó el papel principal.

## Casablanca
Más tarde, ese mismo año, fue elegida para interpretar el papel de Yvonne, amante despechada de Humphrey Bogart, en Casablanca. Firmó un contrato de $ 100 dólares a la semana con Warner Bros para participar en una serie de películas. El 22 de junio, mientras que estaba filmando sus escenas de la película Casablanca, su marido, Marcel Dalio, quien interpretó a Emil el crupier en la misma película, solicitó el divorcio en Los Ángeles por motivos de deserción. Se divorciaron en 1942. Poco antes del estreno de la película, terminó su contrato con Warner Bros. Tras la muerte de Joy Page en 2008, Lebeau se convirtió en la última sobreviviente acreditada del elenco de Casablanca.

## Después deCasablanca
Luego de Casablanca, Lebeau apareció en dos películas americanas más. La primera fue un papel importante en el drama de la guerra Paris After Dark (1943), con su exmarido. Al año siguiente, Lebeau tuvo un papel menor en Music for Millions.
Después del fin de la Segunda Guerra Mundial, Lebeau volvió a Francia y continuó su carrera como actriz.